# Шамшина, Прасковья Степановна
Прасковья Степановна Шамшина (1923, Левашовка, Воронежская губерния — 2008, Воронежская область) — свинарка госплемхоза «Тойда», Герой Социалистического Труда.

## Биография
Родилась 10 декабря 1923 года в селе Левашовка (ныне - Аннинского района Воронежской области).
В 1939—1978 годах — свинарка госплемхоза «Тойда».
За достигнутые успехи в развитии животноводства, увеличении производства и заготовок мяса и увеличении производства молока Шамшиной Прасковье Степановне Указом Президиума Верховного Совета СССР от 22 марта 1966 года присвоено звание Героя Социалистического Труда с вручением ордена Ленина и золотой медали «Серп и Молот».
В последние годы жила в посёлке Сомово. Умерла 17 ноября 2008 года.

## Награды
Награждена орденами Ленина, Октябрьской Революции, Трудового Красного Знамени, «Знак Почёта», медалью.

## Память
Бюст П. С. Шамшиной установлен на Аллее Героев в посёлке Панино Воронежской области.